# پوئنیاگو سول گاردا
پوئنیاگو سول گاردا (به ایتالیایی: Puegnago del Garda) یک کومونه در ایتالیا است که در استان برشا واقع شده‌است. پوئنیاگو سول گاردا ۱۰ کیلومتر مربع مساحت و ۳٬۲۸۶ نفر جمعیت دارد و ۲۲۴ متر بالاتر از سطح دریا واقع شده‌است.